# Mogadiscio
Pour les autres significations, voir Mogadiscio (téléfilm).
Mogadiscio (/mo.ga.di.ʃjo/, /mo.ga.di.sjo/ ou /mo.ga.di.ʃo/ ; en somali : Muqdisho, /mʉq.'dɪː.ʃɔ/ ; en arabe : مقديشو, Maqadīšū) est la plus grande ville et la capitale de la Somalie. Située au sud-est du pays, elle est côtière de l'océan Indien et compte, en 2015, une population de 2 120 000 habitants.

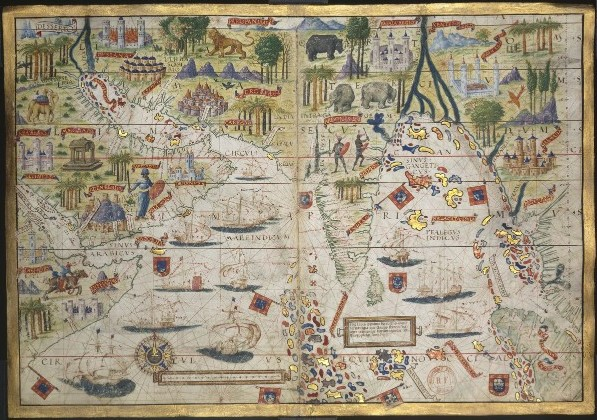
Mogadiscio, Océan Indien, Atlas Miller, 1519.

## Toponymie
Du persan Mugadishu, « siège du shah »[réf. nécessaire].

## Histoire

### DuXeauXVIIesiècle

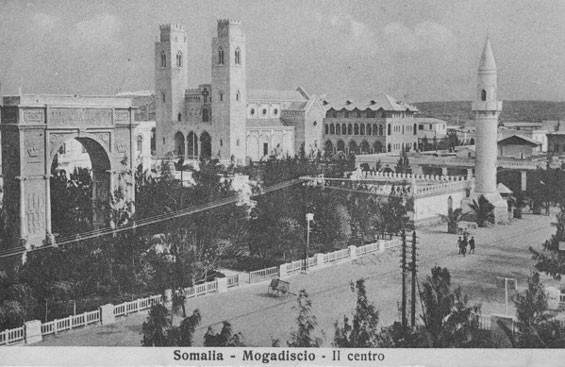
Centre-ville de Mogadiscio en 1936.

L'existence de Mogadiscio est attestée dès le Xe siècle. Elle est considérée[Par qui ?] comme la cité la plus belle, la plus avancée et la plus rayonnante de l’océan Indien depuis plus de 900 ans avant sa récente chute dans les années 1990. Dans l’antiquité, Mogadiscio, était la célèbre cité portuaire Sarapion visité par un ancien voyageur grec.
Ibn Battuta qui visite la ville en 1331, la décrit comme une ville immense avec des tours de six étages, de grands palais et de grandes mosquées. De riches marchands y commercent et elle est renommée pour la qualité du textile qu'elle exporte jusqu'en Égypte, à Jérusalem et dans toute la Méditerranée. La cité était alors gouvernée par un sultan somali habillé des plus belles soies, parlant le somali et l'arabe, car elle est la langue de l’islam. L’islam chez les Somalis, est très fort, ils sont imprégnés de cette religion depuis leur venue au monde et ils y tiennent beaucoup à tel point qu’elle a influencé leur culture. Voir aussi Wang Dayuan (1311-1350).
Du XIIIe siècle au XVIIe siècle, Mogadiscio est une cité importante dans l'aire d'influence de l'État Ajuran. Zheng He, durant son expédition de 1413-1415, visite la région. La ville est gouvernée par la dynastie des Ajurans. Mogadiscio est l'une des rares villes de la côte de l'Afrique de l'Est à ne pas avoir été soumise par les Portugais au XVIe siècle. Le renversement au XVIIe siècle de l’empire Ajuran et de sa capitale Mogadiscio, est dû à des querelles internes très importantes.

### XVIIIesiècle
En 1751, l'Encyclopédie de Diderot et d'Alembert la définit ainsi sous la plume de Louis de Jaucourt : 

« royaume d’Afrique sur la côte orientale de l’Éthiopie, au Zanguebar. AGADOXO, (Géog.) royaume d’Afrique, sur la côte orientale ; il est borné au nord, par le royaume d’Adel ; à l’orient, par la côte déserte ; au midi, par les terres de Brava ; & à l’occident, par le royaume des Machidas. »

### XIXeetXXesiècles
À partir de 1871, la ville est prise nominalement par un sultan omanais mais dans la réalité, il n’exerçait aucun pouvoir. Au contraire, les Somalis gardaient le pouvoir sur leurs terres et ce dernier leur payait un tribu pour commercer avec eux.
À partir de 1892 et jusqu'en 1936, la ville est la capitale de la Somalie italienne. La ville est prise par les Italiens en 1905 après de nombreuses luttes contre les Somalis, sous la pression des Britanniques qui ont alors établi leur protectorat sur le Sultanat. Avec la conquête italienne de l'Éthiopie en 1936, Mogadiscio perd son statut de capitale.
À partir des années 1920, des milliers d'Italiens émigrent à Mogadiscio. Mogadiscio se modernise et voit quelques industries s'installer.
En 1941, pendant la Seconde Guerre mondiale, les Britanniques prennent le contrôle de la ville sans combattre. Ils y restent jusqu'en 1950, lorsque l'ONU confie un mandat d'administration à l'Italie sur la Somalie en vue d'organiser son indépendance. Au moment de l'indépendance de la Somalie en juillet 1960, puis de son unification avec le Somaliland, Mogadiscio devient la capitale du nouvel État.

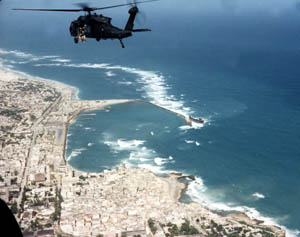
Vue aérienne des côtes maritimes en 1993.

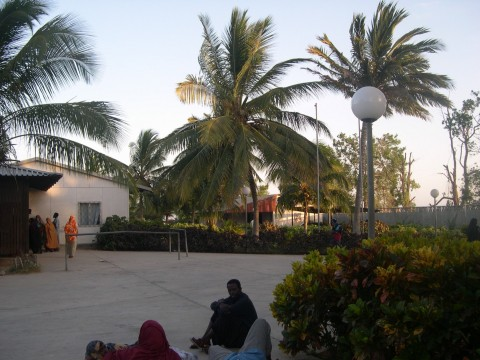
Image prise dans un quartier résidentiel de Mogadiscio.

En 1990, Mogadiscio est prise par des rebelles qui contraignent le président Siad Barre à l'exil. Les rebelles se scindèrent alors en factions rivales, reconnaissant des dirigeants différents. En décembre 1992, les Nations unies expédièrent une force armée, sous commandement américain, pour assurer la sécurité des opérations humanitaires. À la suite de combats meurtriers, ces forces « se replièrent dans le désordre ».
Mogadiscio demeure alors sous le contrôle de seigneurs de guerre rivaux jusqu'en juin 2006.

### XXIesiècle
En 2006, des islamistes forment une coalition avec des hommes d'affaires et prennent le contrôle de la capitale ; ils la dirigent sous le nom d'Union des tribunaux islamiques. Fin 2006, ils sont renversés par une intervention militaire éthiopienne, qui restaure le gouvernement somalien reconnu sur le plan international, longtemps demeuré en exil au Kenya. Les combats font alors des centaines de victimes civiles. Un reporter de la BBC en octobre 2008 décrit une ville « abandonnée par la moitié au moins de ses habitants », une « ville fantôme » où l’on constate, « rue après rue en ruines, des bâtiments évidés par des bombes dans le centre de Mogadiscio ».
Sa population est estimée en 2009 à 1 353 000 habitants.
Les troupes éthiopiennes, parties de Somalie fin 2008 début 2009, ont depuis été remplacées par une opération de maintien de la paix de l'Union africaine, l'AMISOM, forte de 9 595 hommes au 13 septembre 2011. Cette mission, sous le commandement d'officiers ougandais, tente d'apporter la stabilité et la sécurité à la ville, et fournit des soins médicaux à la population,. Depuis 2010, les gains territoriaux opérés par cette mission ainsi que par le Gouvernement fédéral de transition (le TFG) sont substantiels à Mogadiscio. Les islamistes shebabs ont dû se retirer de la plus grande partie de la ville après des combats importants ayant lieu notamment début août 2011.
En septembre 2017, la Turquie installe à Mogadiscio sa première base militaire en Somalie, à proximité de l'aéroport. Il s'agit d'une base capable d'accueillir 1 500 soldats et destinée à former les militaires somaliens dans la lutte contre les guerriers shebabs.
Le 14 octobre 2017, deux attaques au camion piégé font au moins 512 morts, et près de 300 blessés. Ces attentats sont les plus meurtriers de l’histoire du pays.

## Population
Depuis 1936, l'évolution démographique de Mogadiscio a été :
| 1936   | 1941   | 1944   | 1947   | 1950   | 1953   |
| ------ | ------ | ------ | ------ | ------ | ------ |
| 50 000 | 72 000 | 72 000 | 73 000 | 55 000 | 63 000 |

| 1956   | 1959    | 1962    | 1965    | 1968    | 1972    |
| ------ | ------- | ------- | ------- | ------- | ------- |
| 75 000 | 104 332 | 116 222 | 171 312 | 172 700 | 230 000 |

| 1982    | 1984    | 1991      | 2001      | 2009      | 2017      |
| ------- | ------- | --------- | --------- | --------- | --------- |
| 500 000 | 570 000 | 1 100 000 | 1 212 000 | 1 353 000 | 1 977 000 |

| 2023      | - | - | - | - | - |
| --------- | - | - | - | - | - |
| 2 610 483 | - | - | - | - | - |

| Histogramme de l'évolution démographique de Mogadiscio |           |
| \| 1936 \| 50 000 \| \| 1941 \| 72 000 \| \| 1944 \| 72 000 \| \| 1947 \| 73 000 \| \| 1950 \| 55 000 \| \| 1953 \| 63 000 \| \| 1956 \| 75 000 \| \| 1959 \| 104 332 \| \| 1962 \| 116 222 \| \| 1965 \| 171 312 \| \| 1968 \| 172 700 \| \| 1972 \| 230 000 \| \| 1982 \| 500 000 \| \| 1984 \| 570 000 \| \| 1991 \| 1 100 000 \| \| 2001 \| 1 212 000 \| \| 2009 \| 1 353 000 \| \| 2017 \| 1 977 000 \| \| 2023 \| 2 610 483 \| |           |
| 1936 | 50 000    |
| 1941 | 72 000    |
| 1944 | 72 000    |
| 1947 | 73 000    |
| 1950 | 55 000    |
| 1953 | 63 000    |
| 1956 | 75 000    |
| 1959 | 104 332   |
| 1962 | 116 222   |
| 1965 | 171 312   |
| 1968 | 172 700   |
| 1972 | 230 000   |
| 1982 | 500 000   |
| 1984 | 570 000   |
| 1991 | 1 100 000 |
| 2001 | 1 212 000 |
| 2009 | 1 353 000 |
| 2017 | 1 977 000 |
| 2023 | 2 610 483 |

## Climat
Le climat de Mogadiscio est chaud et sec.
| Mois                              | jan. | fév. | mars | avril | mai | juin | jui. | août | sep. | oct. | nov. | déc. |
| --------------------------------- | ---- | ---- | ---- | ----- | --- | ---- | ---- | ---- | ---- | ---- | ---- | ---- |
| Température minimale moyenne (°C) | 23   | 23   | 24   | 26    | 25  | 23   | 23   | 23   | 23   | 24   | 24   | 24   |
| Température maximale moyenne (°C) | 30   | 30   | 31   | 32    | 32  | 29   | 28   | 28   | 29   | 30   | 31   | 30   |
| Précipitations (mm)               | 0    | 0    | 1    | 5     | 7   | 14   | 20   | 11   | 7    | 5    | 5    | 2    |

| Diagramme climatique                                  |       |       |       |       |        |        |        |       |       |       |       |
| J                                                     | F     | M     | A     | M     | J      | J      | A      | S     | O     | N     | D     |
| 30230                                                 | 30230 | 31241 | 32265 | 32257 | 292314 | 282320 | 282311 | 29237 | 30245 | 31245 | 30242 |
| Moyennes : • Temp. maxi et mini °C • Précipitation mm |       |       |       |       |        |        |        |       |       |       |       |

## Administration
Mogadiscio est situé dans le Banaadir, une région administrative de Somalie. Cette région ne comprend quasiment que la ville et est bien plus petite que la région historique du Benadir.
Mogadiscio est divisé officiellement en quatorze districts :
- Abdiaziz
- Bondhere
- Dharkenley
- Dayniille
- Hamar-Jajab
- Hamar-Weyne
- Hodan weyn
- Howl-Wadag
- Kaaraany
- Shangaani
- Shibis
- Waabari
- Wadajir
- Wardhiigley
- Yaaqshiid

Le maire actuel de la ville est, depuis le 27 août 2019, Omar Mohamud Mohamed « Omar Finnish », également gouverneur de la province de Banaadir. Il a été nommé par le président de la République fédérale Mohamed Abdullahi Mohamed. C'est un ancien chef de guerre.
Son prédécesseur était Abdirahman Omar Osman, gravement blessé le 24 juillet 2019 lors d'un attentat suicide perpétré par une femme, l'une de ses conseillères, aveugle, qui était en fait une taupe des shebabs et ayant succombé à ses blessures, le 1er août 2019, à l'hôpital de Doha au Qatar.
L'anglais est souvent utilisé dans l'administration, ainsi que l'arabe. Tandis que l'italien a disparu depuis 1991, la guerre civile ayant été fatale pour cette langue. Les Casques bleus de l'ONU et les forces armées africaines de l'AMISOM étant souvent anglophones (Kenya, Ouganda).

## Économie
Mogadiscio est le lieu d'échanges économiques informels importants. Le marché principal de Mogadiscio offre ainsi un grand nombre de produits, des produits alimentaires jusqu'aux gadgets électroniques les plus récents.
La ville compte par ailleurs un certain nombre d'entreprises relativement importantes dans la région comme Hormuud Telecom (en) (téléphonie mobile) ou Jubba Airways (transport aérien).

## Transport
La ville est reliée par le transport aérien avec l'aéroport international Aden Adde. Les compagnies Jubba Airways, Daallo Airlines, African Express Airways, Air Uganda, et Turkish Airlines, relient cet aéroport à d'autres villes notamment Djibouti, Istanbul, et Kampala.
Mogadiscio est par ailleurs historiquement un port important. Sous le contrôle des Shebabs, il avait un revenu de deux millions de dollars américains par mois. Fin 2013, celui-ci est de six millions avec un trafic de 500 camions par jour.

## Éducation

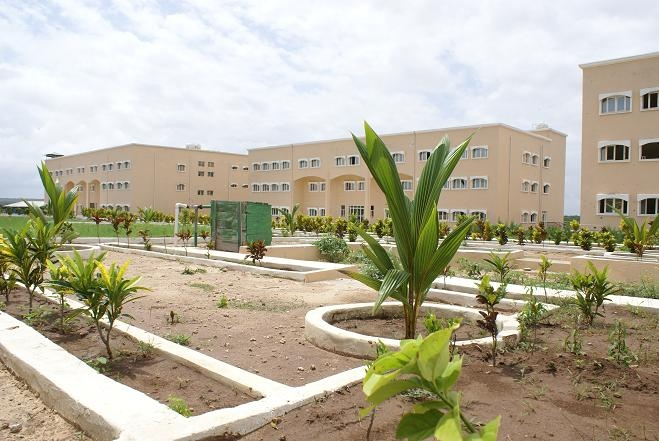
Université de Mogadiscio.

Mogadiscio est un centre éducatif en Somalie. S'y trouve notamment l’université de Mogadiscio, université non-étatique qui a réussi, malgré la guerre civile, à se développer et établir des partenariats avec d'autres universités dans le monde. L'université du Benadir a par ailleurs été fondée en 2002 dans l'objectif notamment de former des médecins.

## Culture
La ville compte un certain nombre de médias, notamment la télévision nationale Somali National Television qui a recommencé à émettre en avril 2011 et la radio nationale Radio Mogadisho. S'y ajoutent également plusieurs radios privées comme Radio Shabelle (en) et Radio HornAfrik (en). Elle inclut également le siège de Bilan Media, journal somalien exclusivement composé de femmes fondé en 2020 avec le soutien du Programme des Nations Unies pour le développement.
Le Théâtre national de Somalie, construit en 1967, a été fermé de 1991 à 2012 à cause de la guerre civile somalienne.

## Sports
La ville compte un grand stade, le stade de Mogadiscio construit en 1956, disposant de 35 000 places et où se jouaient notamment des matchs de football. Cependant, depuis 1991, le stade sert de base militaire et change régulièrement d'occupant.

## Lieux de culte
Les lieux de culte sont principalement des mosquées musulmanes . Il existe aussi des églises et des temples chrétiens : diocèse de Mogadiscio (église catholique), temples protestants, églises évangéliques.

## Jumelages
| Ville | Ville    | Pays | Pays       |
| ----- | -------- | ---- | ---------- |
|       | Almaty   |      | Kazakhstan |
|       | Ankara   |      | Turquie    |
|       | Istanbul |      | Turquie    |

## Personnalités liées à la ville
- Abdi Jeylani Malaq Marshale (1969-2012), humoriste né et assassiné à Mogadiscio.
- Ayub Daud (1990-), footballeur né à Mogadiscio.
- Barkhad Abdi (1985-), acteur, réalisateur, producteur né à Mogadiscio.
- Cristina Ali Farah (1973-), femme de lettres ayant vécu à Mogadiscio.
- Hawa Abdi (1947-2020), gynécologue et militante des droits humains, née à Mogadiscio.
- Ilwad Elman (1990-), militante des droits humains, née à Mogadiscio.
- K'Naan (1978-), chanteur somalo-canadien né à Mogadiscio.
- Mohamed Farah (1983-), athlète né à Mogadiscio.
- Mohamed Abdullahi Mohamed (1962-), diplomate et homme politique et Président de la République fédérale de Somalie depuis 2017, né à Mogadiscio.
- Mustafa Mohamed (1979-), athlète né à Mogadiscio.
- Ilhan Omar (1981-), députée américaine née à Mogadiscio.
- Saba Anglana (1970-), chanteuse née à Mogadiscio.
- Saïd de Mogadiscio (1301-1361/1365), savant et voyageur né à Mogadiscio.
- Samia Yusuf Omar (1991-2012), athlète, y est née.
- Ujuni Ahmed (1987-), militante des droits humains y est née.
- Zahra Bani (1979-), athlète née à Mogadiscio.

### Filmographie
- Mogadiscio, film de fiction allemand réalisé par Roland Suso Richter, Citel vidéo, Paris, 2011 (2009), 2 h 08 min (DVD).